# Nordby Sogn (Fanø Kommune)
 For alternative betydninger, se Nordby Sogn. (Se også artikler, som begynder med Nordby Sogn)
Nordby Sogn var et sogn i Skads Provsti (Ribe Stift). I 2019 blev Nordby Sogn lagt sammen med Sønderho Sogn til Fanø Sogn.
I 1800-tallet var Nordby Sogn et selvstændigt pastorat. Det hørte til Skast Herred i Ribe Amt. Nordby sognekommune indgik ved kommunalreformen i 1970 i Fanø Kommune, der fortsatte som selvstændig kommune ved strukturreformen i 2007.
I Nordby Sogn findes følgende autoriserede stednavne:
- Albuen (vandareal)
- Byen (bebyggelse)
- Fanø Klitplantage (areal)
- Fanø Vesterhavsbad (bebyggelse)
- Fogdens Eng (areal)
- Grønningen (areal)
- Halen (areal)
- Havside Bjerge (areal)
- Kikkebjerg (areal)
- Klingebjerg (areal)
- Melbjerg (areal)
- Melbjergdal (bebyggelse)
- Nordby (bebyggelse)
- Nyby (bebyggelse)
- Nørby (bebyggelse)
- Nørre Bjerge (bebyggelse)
- Præstbjerg (areal)
- Pælebjerg (areal)
- Rindby (bebyggelse, ejerlav)
- Rindby Strand (bebyggelse)
- Sandflod Hede (areal)
- Skideneng (areal)
- Skrånbjerg (areal)
- Skælbanke (areal)
- Søren Jessens Sand (areal)
- Vagtbjerg (areal)